# Championnats du monde de course en montagne et trail 2025
Navigation
2023 2027
Les championnats du monde de course en montagne et trail 2025 sont une compétition de course en montagne et trail qui se déroule du 25 au 28 septembre 2025 à Canfranc et dans les Pyrénées en Espagne. Il s'agit de la troisième édition de l'épreuve.

## Programme
| Date                  | Course                                             | Distance | Dénivelé   |
| --------------------- | -------------------------------------------------- | -------- | ---------- |
| Jeudi 25 septembre    | Course en montagne en montée                       | km       | +m         |
| Vendredi 26 septembre | Trail court                                        | 44,42 km | +/-3 469 m |
| Samedi 27 septembre   | Trail long                                         | 81,2 km  | +/-5 434 m |
| Dimanche 28 septembre | Course en montagne en montée et descente           | 14,3 km  | +/-775 m   |
| Dimanche 28 septembre | Course en montagne en montée et descente (juniors) | 7,8 km   | +/-367 m   |

## Résultats

### Seniors

#### Montée

##### Courses individuelles
| Rang               | Athlète | Pays | Temps |
| ------------------ | ------- | ---- | ----- |
| Médaille d'or      |         |      |       |
| Médaille d'argent  |         |      |       |
| Médaille de bronze |         |      |       |
| 4                  |         |      |       |
| 5                  |         |      |       |
| 6                  |         |      |       |
| 7                  |         |      |       |
| 8                  |         |      |       |

| Rang               | Athlète | Pays | Temps |
| ------------------ | ------- | ---- | ----- |
| Médaille d'or      |         |      |       |
| Médaille d'argent  |         |      |       |
| Médaille de bronze |         |      |       |
| 4                  |         |      |       |
| 5                  |         |      |       |
| 6                  |         |      |       |
| 7                  |         |      |       |
| 8                  |         |      |       |

##### Courses par équipes
| Rang               | Pays | Points |
| ------------------ | ---- | ------ |
| Médaille d'or      |      |        |
| Médaille d'argent  |      |        |
| Médaille de bronze |      |        |

| Rang               | Pays | Points |
| ------------------ | ---- | ------ |
| Médaille d'or      |      |        |
| Médaille d'argent  |      |        |
| Médaille de bronze |      |        |

#### Montée et descente

##### Courses individuelles
| Rang               | Athlète | Pays | Temps |
| ------------------ | ------- | ---- | ----- |
| Médaille d'or      |         |      |       |
| Médaille d'argent  |         |      |       |
| Médaille de bronze |         |      |       |
| 4                  |         |      |       |
| 5                  |         |      |       |
| 6                  |         |      |       |
| 7                  |         |      |       |
| 8                  |         |      |       |

| Rang               | Athlète | Pays | Temps |
| ------------------ | ------- | ---- | ----- |
| Médaille d'or      |         |      |       |
| Médaille d'argent  |         |      |       |
| Médaille de bronze |         |      |       |
| 4                  |         |      |       |
| 5                  |         |      |       |
| 6                  |         |      |       |
| 7                  |         |      |       |
| 8                  |         |      |       |

##### Courses par équipes
| Rang               | Pays | Points |
| ------------------ | ---- | ------ |
| Médaille d'or      |      |        |
| Médaille d'argent  |      |        |
| Médaille de bronze |      |        |

| Rang               | Pays | Points |
| ------------------ | ---- | ------ |
| Médaille d'or      |      |        |
| Médaille d'argent  |      |        |
| Médaille de bronze |      |        |

#### Trail court

##### Courses individuelles
| Rang               | Athlète | Pays | Temps |
| ------------------ | ------- | ---- | ----- |
| Médaille d'or      |         |      |       |
| Médaille d'argent  |         |      |       |
| Médaille de bronze |         |      |       |
| 4                  |         |      |       |
| 5                  |         |      |       |
| 6                  |         |      |       |
| 7                  |         |      |       |
| 8                  |         |      |       |

| Rang               | Athlète | Pays | Temps |
| ------------------ | ------- | ---- | ----- |
| Médaille d'or      |         |      |       |
| Médaille d'argent  |         |      |       |
| Médaille de bronze |         |      |       |
| 4                  |         |      |       |
| 5                  |         |      |       |
| 6                  |         |      |       |
| 7                  |         |      |       |
| 8                  |         |      |       |

##### Courses par équipes
| Rang               | Pays | Points |
| ------------------ | ---- | ------ |
| Médaille d'or      |      |        |
| Médaille d'argent  |      |        |
| Médaille de bronze |      |        |

| Rang               | Pays | Points |
| ------------------ | ---- | ------ |
| Médaille d'or      |      |        |
| Médaille d'argent  |      |        |
| Médaille de bronze |      |        |

#### Trail long

##### Courses individuelles
| Rang               | Athlète | Pays | Temps |
| ------------------ | ------- | ---- | ----- |
| Médaille d'or      |         |      |       |
| Médaille d'argent  |         |      |       |
| Médaille de bronze |         |      |       |
| 4                  |         |      |       |
| 5                  |         |      |       |
| 6                  |         |      |       |
| 7                  |         |      |       |
| 8                  |         |      |       |

| Rang               | Athlète | Pays | Temps |
| ------------------ | ------- | ---- | ----- |
| Médaille d'or      |         |      |       |
| Médaille d'argent  |         |      |       |
| Médaille de bronze |         |      |       |
| 4                  |         |      |       |
| 5                  |         |      |       |
| 6                  |         |      |       |
| 7                  |         |      |       |
| 8                  |         |      |       |

##### Courses par équipes
| Rang               | Pays | Points |
| ------------------ | ---- | ------ |
| Médaille d'or      |      |        |
| Médaille d'argent  |      |        |
| Médaille de bronze |      |        |

| Rang               | Pays | Points |
| ------------------ | ---- | ------ |
| Médaille d'or      |      |        |
| Médaille d'argent  |      |        |
| Médaille de bronze |      |        |

### Juniors

#### Montée et descente

##### Courses individuelles
| Rang               | Athlète | Pays | Temps |
| ------------------ | ------- | ---- | ----- |
| Médaille d'or      |         |      |       |
| Médaille d'argent  |         |      |       |
| Médaille de bronze |         |      |       |

| Rang               | Athlète | Pays | Temps |
| ------------------ | ------- | ---- | ----- |
| Médaille d'or      |         |      |       |
| Médaille d'argent  |         |      |       |
| Médaille de bronze |         |      |       |

##### Courses par équipes
| Rang               | Pays | Points |
| ------------------ | ---- | ------ |
| Médaille d'or      |      |        |
| Médaille d'argent  |      |        |
| Médaille de bronze |      |        |

| Rang               | Pays | Points |
| ------------------ | ---- | ------ |
| Médaille d'or      |      |        |
| Médaille d'argent  |      |        |
| Médaille de bronze |      |        |